# Ortonia
Ortonia is een geslacht van hooiwagens uit de familie Stygnidae.
De wetenschappelijke naam Ortonia is voor het eerst geldig gepubliceerd door Wood in 1869. 

## Soorten
Ortonia is monotypisch en omvat slechts de volgende soort:
- Ortonia ferox